# ヴァイオリンソナタ第3番 (ベートーヴェン)
ヴァイオリンソナタ第3番（ヴァイオリンソナタだいさんばん）変ホ長調 作品12-3 は、ルートヴィヒ・ヴァン・ベートーヴェンが1797年から1798年にかけて作曲した3曲のヴァイオリンソナタの1曲。他の2曲（第1番、第2番）とともに3部作として師であるアントニオ・サリエリに献呈された。ピアノに高度なアルペッジョ・半音階などを盛り込んでおり、新奇さを出している。

## 曲の構成
- 第1楽章 アレグロ・コン・スピーリト
変ホ長調、4分の4拍子、ソナタ形式。
冒頭からアルペッジョの華やかな展開。6連符が多くリズムに変化をつけている。

- 第2楽章 アダージョ・コン・モルト・エスプレッシオーネ
ハ長調、4分の3拍子、三部形式。
穏やかな中間楽章。ピアノ左手部に3連符を使って単調さを避けている。

- 第3楽章 ロンド：アレグロ・モルト
変ホ長調、4分の2拍子、ロンド形式。